# 山田隆 (海軍軍人)
山田 隆（やまだ たかし、1899年（明治32年）10月1日 - 1944年（昭和19年）6月11日）は、日本の海軍軍人。「伊20」潜水艦長として、真珠湾攻撃、ディエゴスワレス攻撃で、甲標的搭載艦を指揮。真珠湾攻撃では広尾彰、片山義雄、ディエゴスワレス攻撃では秋枝三郎、竹本正巳が山田の元から出撃した。商船攻撃においては8隻を撃沈、1隻を撃破する戦果を挙げ、あ号作戦に関連した作戦行動で第34潜水隊司令として戦死。最終階級は海軍少将。

## 生涯

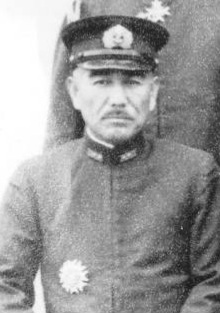
開戦前連合艦隊最後の首脳会議に出席した折の清水光美第六艦隊司令長官。清水はこの翌日に特別攻撃部隊幹部と作戦打ち合わせを行い、搭乗員収容を容易にするため夜間攻撃を求める。しかし艇長は「生還するつもりは少しもありません」と回答し、最終的に昼間実攻撃が実施された。

### 潜水艦専攻士官
山田は佐賀県出身の海兵49期生である。1921年（大正10年）に中位の席次で海軍兵学校を卒業した。少尉任官は翌年5月である。術科学校の普通科学生などを経て、中尉で第十四潜水艇隊附となり、次いで 水雷学校高等科、潜水学校乙種に学び、潜水艦専攻将校となる。潜水艦航海長や水雷長を経て、「呂30」、「呂29」兼「呂32」、「呂63」の各潜水艦長を歴任した。1935年（昭和10年）には潜水艦長養成課程である潜水学校甲種で学び、卒業後予備艦となっていた「伊58」潜水艦長に補される。同艦は海大三型潜水艦の一艦で、「日本式潜水艦はようやくその体をなし」と評価された大型艦であった。兼「伊57」、「伊55」潜水艦と予備艦の潜水艦長を経て、「伊64」、「伊60」の潜水艦長を歴任した。「伊60」は前任艦長時代に同艦乗員の責任とされる「伊63」との衝突事故を起こしていた艦であった。

### 伊20潜水艦長

#### 真珠湾攻撃
事前準備
1940年（昭和15年）3月、中佐に進級していた山田は「伊20」艤装員長に補され、竣工後初代艦長に就任する。「伊20」は海軍潜水艦部隊の精鋭を集めた第一潜水戦隊の第二潜水隊（司令今和泉喜次郎大佐）に所属し、真珠湾攻撃では、港湾進入攻撃を予定された甲標的の搭載艦に選ばれた。この部隊は佐々木半九大佐を指揮官とし、甲標的5、潜水艦5で構成され、特別攻撃隊の名称を付与された。甲標的搭載艦の艦種は大型巡洋潜水艦の丙型であり、太平洋上遠く米海軍部隊の発見、追跡、攻撃を期待されていた最新鋭艦で、また後甲板に装備がないため甲標的の搭載が可能であったことから選ばれている。
しかし甲標的の存在は部内でも秘匿されており、佐々木大佐にも目的を示さぬまま搭載に必要な工事が実施される。佐々木は第六艦隊首脳に交渉し、1941年（昭和16年）10月に佐々木、各潜水艦長にその目的が明らかにされた。11月14日、第六艦隊首脳と佐々木、山田ら潜水艦長、岩佐直治ら甲標的艇長は作戦打ち合わせを行い、18日には原田覚、有泉龍之助、連合艦隊水雷参謀有馬高泰、そして山田ら特別攻撃隊幹部が集い、壮行の場が設けられた。同日、山田は「伊20」を率い呉を出撃した。豊後水道では連合艦隊旗艦の「長門」と行き違い、山本五十六から「あらかじめ成功を祝す」の激励を受けている。「伊20」に乗り組んだ甲標的乗員は山田の同郷の後輩である広尾彰、そして片山義雄であった。
広尾、片山艇出撃

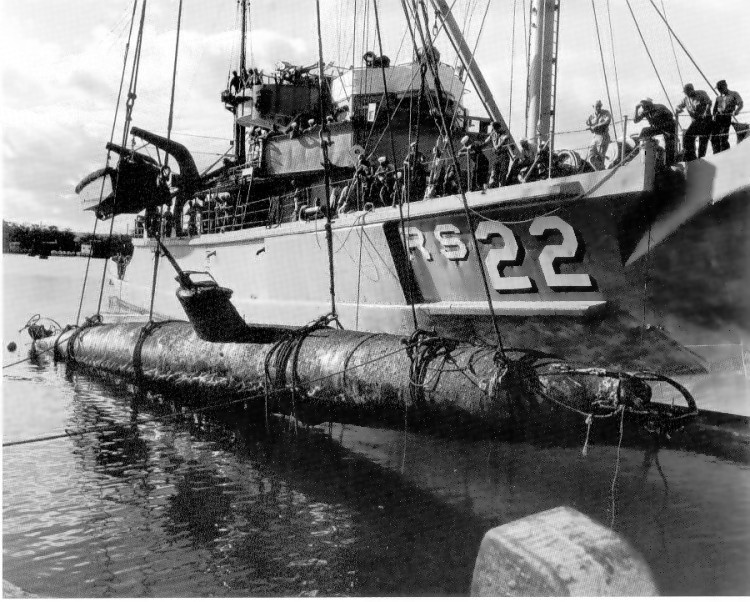
広尾、片山艇と推定される甲標的の引き上げ。広尾は攻撃実施後にハワイへ上陸して戦う意志を示していた。両名は艇内を脱出したと考えられている。

特別攻撃隊は攻撃予定日に間に合うようミッドウェーの哨戒圏を通過して真珠湾に向かう。航海中は、昼間は潜航、夜間は浮上し、荒天の中で甲標的関連の整備を繰り返し、12月3日には「ニイタカヤマノボレ」の連絡を受け取った。6日、甲標的を搭載した5隻の潜水艦は真珠湾付近に到達し、最後の準備を行った。8日午前0時台から甲標的は順次出撃し、広尾、片山艇は2時57分、真珠湾口151度、距離5.3浬から「伊20」を出撃した。その後の行動の詳細は不明であるが、米海軍艦艇の爆雷攻撃を受け、1960年にヒッカム飛行場沖で発見された甲標的であると推測されている。
特別攻撃隊の各潜水艦は、真珠湾口の監視を続け、8日夜にラナイ島付近の収容地点に向かい、「伊20」は同島西方の第一収容地点で甲標的を捜索しながら帰還を待ったが、12日午前0時30分に捜索は打ち切られ、ケゼリンへ帰還した。
1942年（昭和17年）1月4日、フィジー、サモア方面の偵察に出撃した山田は、パゴパゴの砲撃などを行い、24日に帰還した。2月3日、山田は今和泉、松村寛治（「伊21」潜水艦長）とともに軍令部総長永野修身に面会し、真珠湾攻撃に関する作戦報告を行った。海軍大臣嶋田繁太郎からも慰労の言葉を受けている。

#### ディエゴスワレス攻撃
事前準備
甲標的の第二次攻撃を担う第八潜水戦隊（司令官石崎昇少将）が編成され、「伊20」は2月に第八潜水戦隊所属の第一潜水隊に転属となる。司令は再び今和泉喜次郎であり、「伊20」は司令潜水艦に選ばれた。甲標的に対しては装備の改善、艇員に対する訓練の強化が実施され、第二次攻撃の実施が決定する。第一潜水隊は横須賀で艦、機関、兵器の整備を受け、乗員の休養も行われた。第八潜水戦隊は、インド洋方面で活動する甲先遣支隊、豪州方面で活動する乙先遣支隊などに区分され、「伊20」は前者に編入された。この部隊は「伊20」のほか「報国丸」、「愛国丸」、「伊10」、「伊16」、「伊18」、さらに遣独潜水艦作戦の先陣を予定されていた「伊30」から成っていた。「伊20」の甲標的艇長は1940年（昭和15年）11月に岩佐直治とともに第一期講習員に発令された二名のうちの一人であった秋枝三郎、艇附は竹本正巳が選ばれている。
「伊20」は2月20日に呉へ移動し、さらに装備改善が実施されている。ペナンへの出港は第六潜水艇事故で殉職した佐久間勉らの命日である4月15日である。翌日、山田らは連合艦隊、第六艦隊を訪問し、山本五十六から猪突猛進を戒められ、小松輝久からは激励を受けた。この航海では、今和泉掌握の下で自動懸吊装置の訓練、甲標的との合同訓練が実施され、また日本海軍の砲艦に誤認され、砲撃を受ける事態もあった。
秋枝、竹本艇出撃

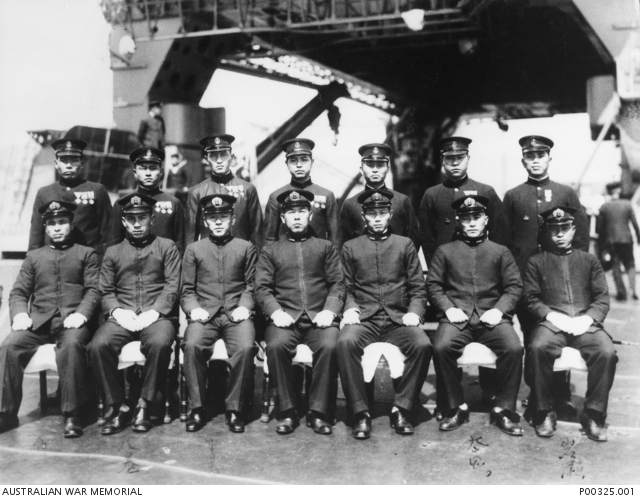
甲標的第二次攻撃隊員。前列中央秋枝三郎、その後ろ竹本正巳。前列右端は岩瀬勝輔、後ろに高田高三。

4月30日、「伊20」はペナンを出撃しインド洋に進出するが、未だ攻撃対象は決定していなかった。連合国側の商船を複数発見しているが攻撃を避け、洋上での三度の燃料補給を受けつつ待機していたが、5月18日に大うねりによる浸水で両舷機故障などの損傷を受けた。僚艦も同様の被害を受け、「伊18」は作戦参加を断念するに至った。
甲標的の港湾進入計画は今和泉と秋枝が相談して決定し、山田も一部相談に与かっている。石崎司令官はヴィシー政権から英国が奪取したばかりのマダガスカルの良港、ディエゴスワレスを攻撃対象に選ぶ。「伊10」の偵察機によって英国海軍艦艇の在泊を確認したうえで攻撃実行が決定した。5月30日、山田の意見が加味された「伊20」の港湾接近が実施された。同日23時30分、秋枝と山田の間で最後の会話が交わされ、秋枝、竹本艇は出撃した。山田の言葉は「しっかりやれ」であった。「伊16」からは岩瀬勝輔、高田高三の両名が出撃し、甲標的は戦艦「ラミリーズ」大破、油槽船「ブリティッシュ・ロワイヤルズ」撃沈の戦果を挙げた。
この攻撃後2名の甲標的乗員がマダガスカルに上陸し、英軍と交戦し戦死している。戦後デニス・ウォーナーの調査で、この乗員は山田宛ての封筒に雷撃成功を記したメモを所持していたことが明らかとなり、2名は秋枝、竹本と考えられる。「伊20」は6月3日まで乗員を待ったが、4名の乗員はすべて戦死しており、帰還者はいなかった。

#### 交通破壊戦
「伊20」は交通破壊戦に移り、連合国商船に対する攻撃を開始する。行動海域はモザンビーク海峡であり、5日に武装貨物船を雷撃によって撃沈したのが最初の戦果であった。続いて8日、11日に各1隻、12日には3隻を撃沈した。このうち1隻は浮上砲戦による戦果である。司令の今和泉は、この12日の「伊20」につき、「当時に於いての潜水艦通商破壊戦史上、特筆されるべき」と述べている。この間の戦果は合計6隻であるが、戦後の認定では5隻約25,000tの撃沈である。17日に各潜水艦は補給を受け、「伊20」はアデン海湾での攻撃に向かい、撃沈1、不確実1の戦果を挙げた。戦後の認定では2隻、計約10,000tの撃沈である。
総合戦果は7隻、計約35,000ｔの撃沈であるが、潜望鏡の故障、魚雷の不発などのトラブルもあり、また浮上砲戦の際、反撃を受けて攻撃断念に至った事例もあった。日本への帰還は8月23日、山田は「伊20」から「伊10」潜水艦長に転じる。

### 伊10潜水艦長
「伊10」はマダガスカル攻撃をともにした第一潜水隊の僚艦で、所属は同じく第八潜水戦隊である。「伊20」とは異なり、大型巡洋潜水艦の甲型で旗艦設備を備えていたが、甲標的を搭載することはできない艦種である。同艦は整備を受けた後、10月21日に南方へ出撃する。2月前にはガダルカナル島の戦いが始まっており、日本海軍の潜水艦先遣部隊は、その大部が南方に進出したのである。「伊10」は丙潜水部隊に編入され、トラックで甲標的の訓練に従事し、甲標的によるルンガ泊地攻撃に当たっては「伊176」とともに哨戒隊を務める。1943年（昭和18年）1月にはガダルカナル撤退作戦が発動となり、「伊10」はニュージーランド、フィジー方面の交通破壊戦を命じられ、7日に出撃した。山田は1隻を撃沈（約7,000t）、1隻を撃破（約7,000t）する戦果を挙げ、またヌーメアの飛行偵察、トレス諸島の偵察を実施した。
3月15日に帰還の途につき、佐世保への到着は21日である。4月15日付けで退艦し、呉鎮守府附となり、翌月1日に大佐へ進級した。潜水艦長への補職は中佐までであり、山田は潜水学校教官に就任。翌年3月まで在任し潜水艦乗員の教育訓練に従事した。この時期、日本海軍はギルバート作戦で9隻中6隻を失うなど、徐々に戦力を失っていた。

### 第34潜水隊司令
1944年（昭和19年）4月7日、第六艦隊所属の第34潜水隊司令に補され、山田は再び海上に赴く。指揮下の潜水艦は海中七型潜水艦で、「もっとも実用的」といわれた艦種である。潜水艦長は大尉クラスであった。
日本海軍は連合国との決戦に備え、「あ号作戦」を準備していた。第34潜水隊は第一潜水部隊に属し、山田麾下の「呂42」、「呂44」、「呂47」はそれぞれケゼリン、ブラウンの偵察、ニューアイルランドでの散開待機などの任務が課せられた。他の呂40番台の各艦も各々作戦行動を行った。6月9日、千早猛彦が指揮する彩雲がメジュロ環礁への長距離飛行偵察を行い、連合国艦船の不在を確認した。連合艦隊司令部は、連合国がすでにビアク島攻略戦を開始していたため、機動部隊はパラオ方面へ来襲する可能性が高いと考えていた。しかし、6月11日に実際に来襲したのはマリアナ諸島（サイパン島など）であり、サイパンの戦いが生起する。山田の司令潜水艦であった「呂42」に対しては偵察対象をケゼリンからメジュロに変更する命令が下り、 13日にはグアム島東方へ進出命令が下された。
しかし「呂42」は消息を絶ち、7月12日付で乗員に対する戦死認定が行われた。
「呂42」は米海軍の駆逐艦「バンガスト」のレーダーによって発見され、ヘッジホッグ攻撃で撃沈されていたのである。山田ら「呂42」の戦死者は73名、戦没地点はケゼリン付近である。
日本海軍の潜水艦はサイパンの戦い、マリアナ沖海戦に36隻が参戦し、20隻を失った。